# ماركو شنويلي
ماركو شنويلي (بالألمانية: Marco Schneuwly) (مواليد 27 مارس 1985) هو لاعب كرة قدم سويسري ، يجيد اللعب في مركز الهجوم ، ويلعب أيضًا كمهاجم ثانٍ وجناح هجومي أيمن ، ويلعب حاليًا لنادي لوتسيرن السويسري منذ عام 2014.

## على المستوى الشخصي
يعتبر ماركو شنويلي شقيق اللاعب كريستيان شنويلي وشقيق اللاعب السابق لوكاس شنويلي لاعب فريق دودينغين.

## بطولات وإنجازات اللاعب

### سويسرا تحت 17
- بطولة أوروبا تحت 17 سنة لكرة القدم: 2002

## روابط خارجية
- ماركو شنويلي على موقع قاعدة بيانات كرة القدم.إي يو (الإنجليزية)
- ماركو شنويلي على موقع Soccerway.com (الإنجليزية)
- ماركو شنويلي على موقع عالم كرة القدم.نت (الإنجليزية)
- ماركو شنويلي على موقع AS.com (الإسبانية)

- Marco Schneuwly